# Jola Pristan
Jola Pristan (en ucraniano: Гола Пристань, romanizado: Hola Prystan, lit. 'muelle estéril'; en ruso: Голая Пристань, romanizado: Golaya Pristan) es una ciudad ucraniana perteneciente al óblast de Jersón. Situada en el sur del país, forma parte del raión de Skadovsk y del municipio (hromada) de Jola Pristan.
La ciudad se encuentra ocupada por Rusia desde febrero de 2022 en el marco de la invasión rusa de Ucrania.

## Geografía
Jola Pristan se encuentra en uno del los brazos de Dniéper, el río Konka, 43 km al suroeste de Jersón. 
Una gran ventaja de la ciudad es su ubicación geográfica única en el delta del Dniéper y la presencia de áreas recreativas aptas para el desarrollo del turismo ecológico y deportivo, la pesca y la caza. Hay dos lagos dentro de la ciudad: los lagos Solyane y Bobrove. 

## Historia
Jola Pristan fue fundada en 1709 por los cosacos de Zaporiyia con el nombre de Joli Pereviz (en ucraniano: Голий Перевіз, romanizado: Holyi Pereviz, lit. 'fuerte estéril'); pero desde 1785, se llama Jola Pristan. Las actividades portuarias (exportación de sal, cereales, frutas, etc.) comenzaron a crecer allí y después de la guerra de Crimea, la región de Jola Pristan se convirtió en un activo centro de producción agrícola.
En 1902, el ingeniero Aleksandr Popov experimentó con la radio desde la sala que hoy sirve como ayuntamiento, fundando la primera emisora de radio del Imperio ruso. En los alrededores hay lagos salados, cuyo lodo se usa para tratar dolores en las articulaciones y enfermedades de la piel. Se ha creado un importante centro termal para poner en valor este recurso. En marzo de 1923, Jola Pristan se convirtió en el centro del distrito.
Durante la Segunda Guerra Mundial, Jola Pristan fue ocupada por las fuerzas de la Alemania nazi desde el 13 de septiembre de 1941 hasta el 4 de noviembre de 1943. 
El lugar, que es importante como centro agrícola, se convirtió en un asentamiento de tipo urbano en 1946 y se elevó a la categoría de ciudad en 1958.
En 1997, por decreto del Gabinete de Ministros de Ucrania, Jola Pristan fue clasificada como ciudad turística. Jola Pristan recibió el estatus de ciudad de importancia regional el 17 de mayo de 2013.
Hasta el 18 de julio de 2020, Jola Pristan era una ciudad de importancia regional, centro del municipio de Jola Pristan y del raión de Jola Pristan. Ambos se abolieron en julio de 2020 como parte de la reforma administrativa de Ucrania, que redujo el número de rayones del óblast de Jersón a cinco. El área del raión de Jola Pristan se fusionó con el raión de Skadovsk.
Durante la invasión rusa de Ucrania de 2022, la ciudad fue ocupada por tropas rusas. Más de 1.000 personas hicieron cola durante 7 u 8 horas en temperaturas bajo cero en los días de marzo para comprar víveres en el supermercado ATB, que estaba recibiendo entregas. Los agricultores molieron sus semillas para la panadería local en un molino que no se había utilizado durante años. A finales de abril, el alcalde Alexander Babitsch llevaba un mes desaparecido y otras siete personas habían sido secuestradas junto con él por las tropas rusas.

## Demografía
La evolución de la población de Jola Pristan entre 1923 y 2021 fue la siguiente:
| 5014                                                          | 5728 | 7626 | 10 772 | 12 963 | 15 506 | 17 105 | 16 028 | 14 785 | 14 479 | 14 069 | 13 760 |
| (Fuente: Cities & Towns of Ukraine y UKRAINE: Größere Städte) |      |      |        |        |        |        |        |        |        |        |        |

Según el censo de 2001, el 84% de la población son ucranianos y el 13,4% son rusos. En cuanto al idioma, la lengua materna de la mayoría de los habitantes, el 80,17%, es el ucraniano; del 19,22% es el ruso.

## Economía
El lodo terapéutico del lago de lodo salado del mar Negro-Azov se conoce desde el siglo XIX. En junio de 1889 se inauguró aquí un baño de lodo. En la época soviética, sobre la base de un hospital en las afueras de Jola Pristan, se creó el sanatorio Gopri y la ciudad se hizo famosa como balneario de barro.

## Infraestructura

### Transporte
Las rutas de tránsito a la costa del mar Negro del óblast de Jersón pasan por Jola Pristan. La ciudad está conectada por carreteras con Oleshki, Zelezni Port y Skadovsk.

## Galería

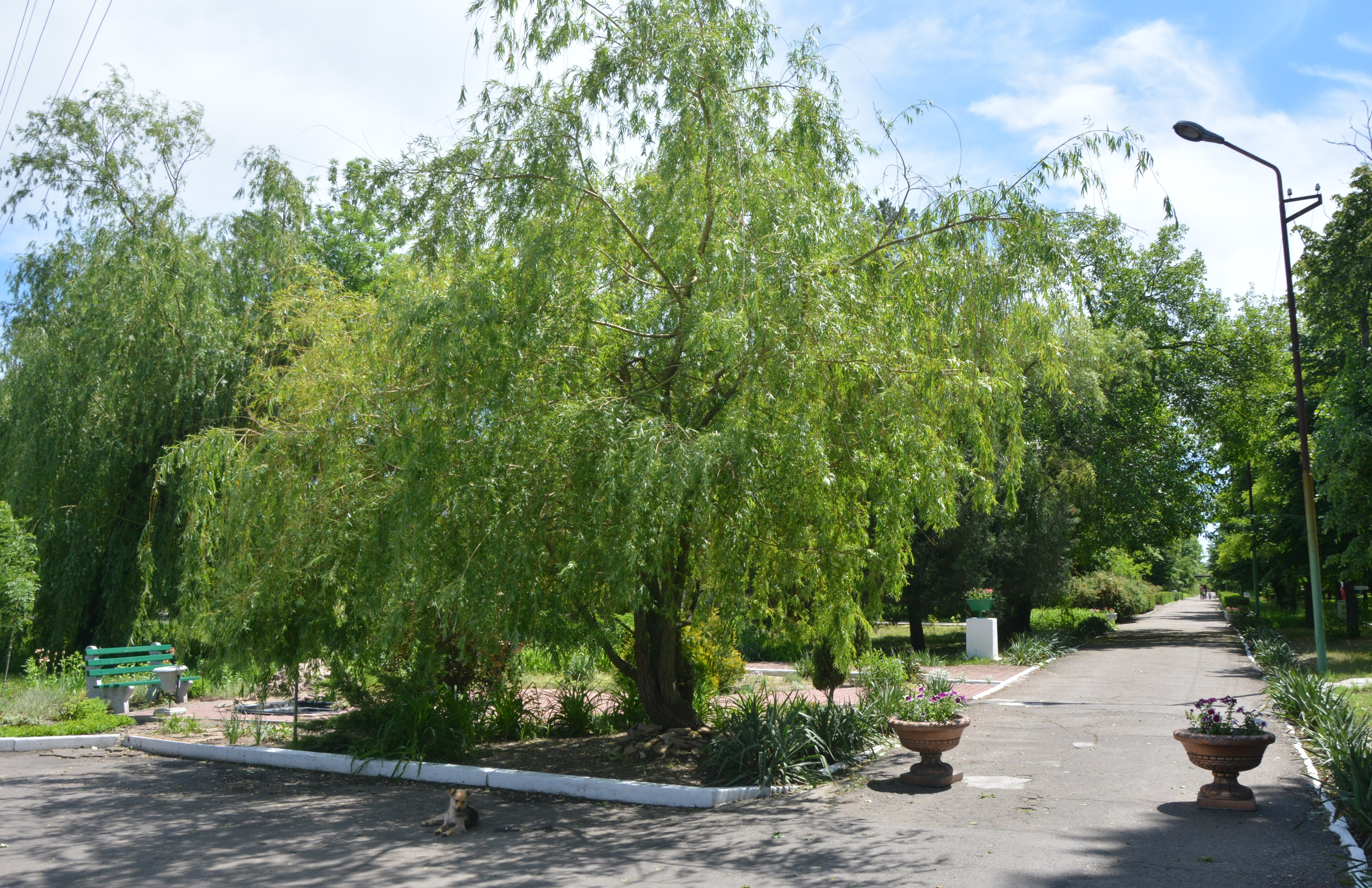
Parque del balneario de Gola Pristan
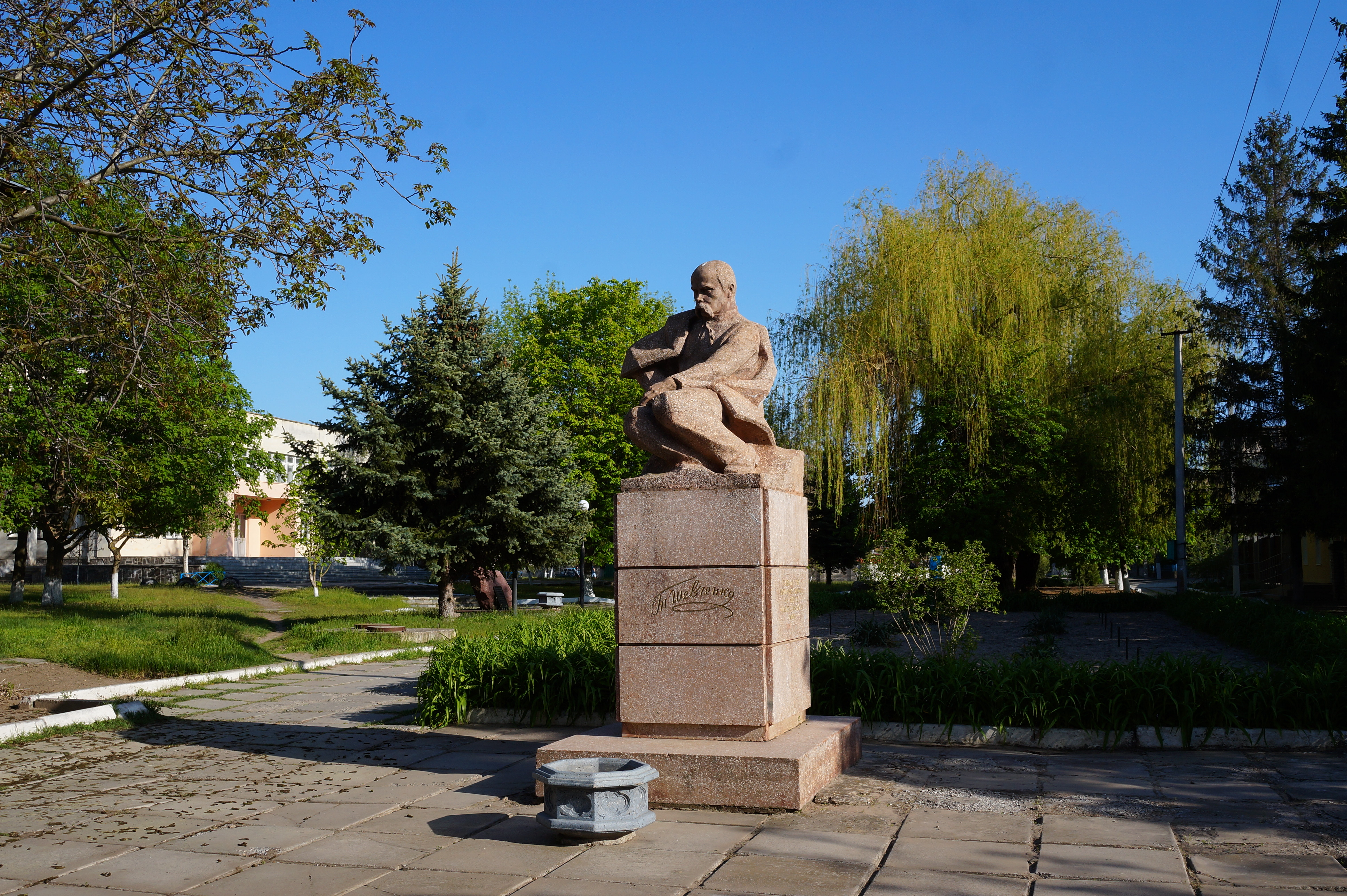
Escultura de Tarás Shevchenko
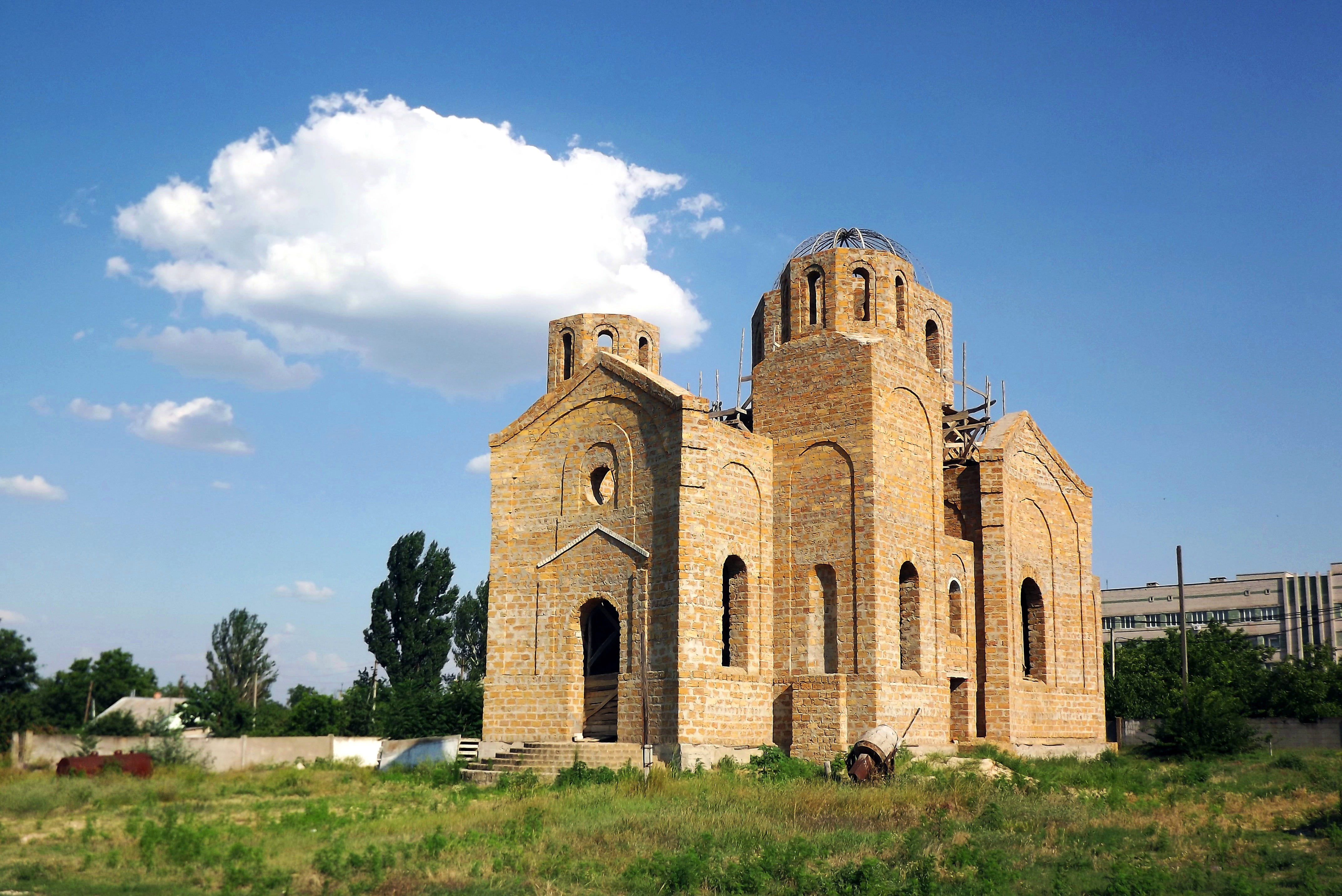
Nueva iglesia de San Volodímir (2013)
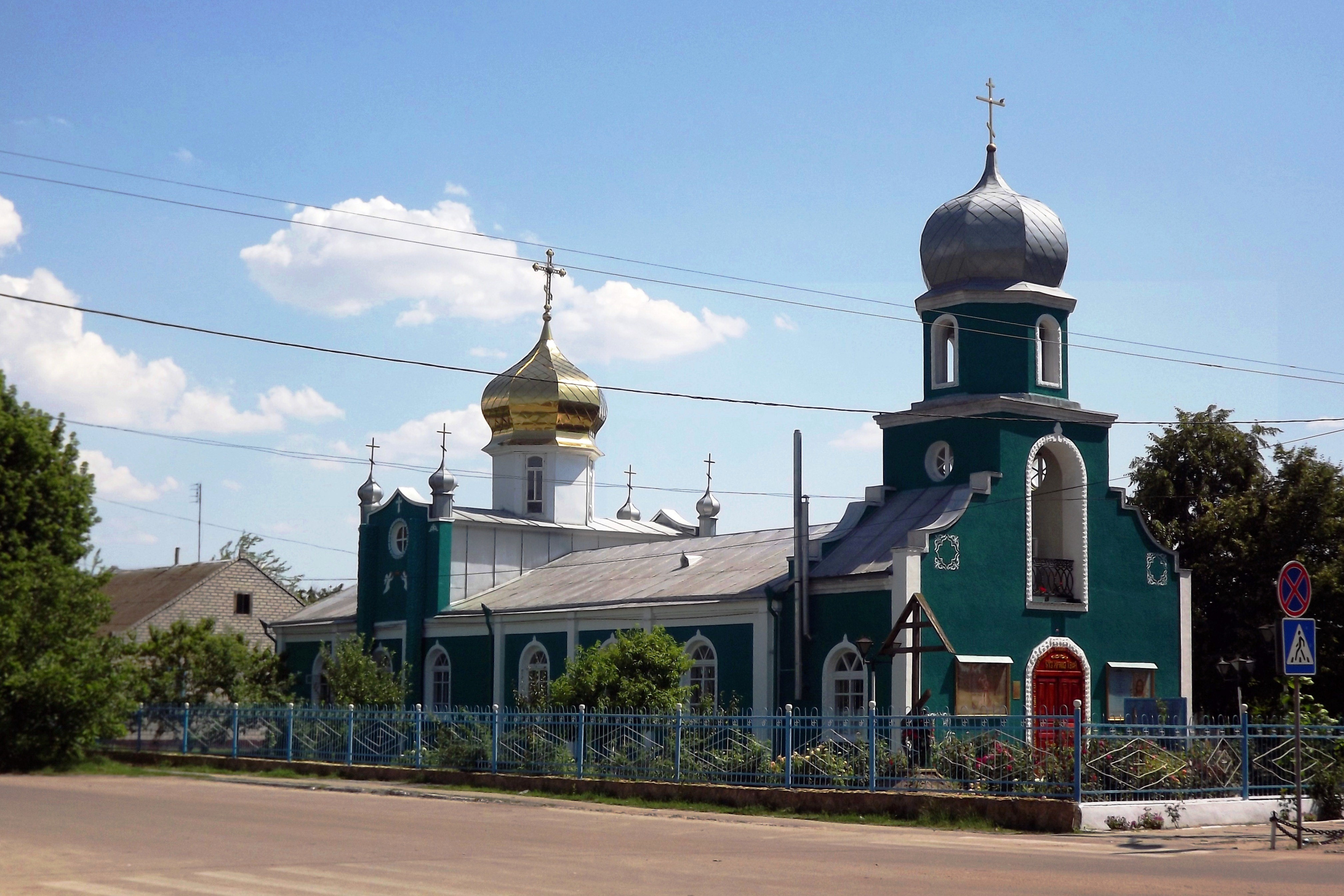
Iglesia del Espíritu Santo